# Saint-Julien-en-Champsaur

Saint-Jean-Saint-Nicolas este o comună în departamentul Hautes-Alpes, Franța. În 1 ianuarie 2022 avea o populație de 379 de locuitori.